# Souvenirs d'Elcasino
Souvenirs d'Elcasino est la trentième histoire de la série La Patrouille des Castors de Mitacq. Elle est publiée pour la première fois du no 2336 au no 2346 du journal Spirou. Elle est ensuite publiée sous forme d'album en 1984.